# Generation Z (Fernsehserie)
Generation Z ist eine britische Zombie-Fernsehserie mit gesellschaftskritischen und satirischen Elementen, die von The Forge für Channel 4 produziert wurde. Die Erstausstrahlung der sechs Folgen erfolgte am 13. Oktober 2024.

## Handlung

### Zusammenfassung
In der fiktiven englischen Kleinstadt Dambury mutieren nach dem bewusst herbeigeführten Freisetzens eines Kampfstoffs insbesondere Senioren zu denk- und handlungsfähigen Zombies. Als legitime Nahrung sehen sie trotz leichter moralischer Bedenken die Bewohner des Ortes an. Geschildert werden zwischenmenschliche, familiäre und gruppendynamische Entwicklungen und Probleme aus der Sicht von vier Jugendlichen. Zusammen mit dem, wie sich am Ende herausstellt, Entwickler der die Menschen verwandelnden Chemikalie versuchen sie ein Gegenmittel zu finden und zu verbreiten. Erschwert wird das durch das den Ort abriegelnde Militär, das von Hintermännern zum Sturz der britischen Regierung instrumentalisiert wird, sowie durch wütende Milizen. Der Ortskern von Dambury wird am Ende durch eine abgeworfene Bombe zerstört, die Jugendlichen durch attraktive Angebote zum Schweigen bestochen und an den sich verpuppenden Zombies wird weiter experimentiert.

### Hauptpersonen
Im Mittelpunkt stehen die vier Jugendlichen Steff, Kelly, Charlie und Finn.
Steff ist Sohn der Besitzer eines Seniorenheims, deren Bewohner zu Zombies mutieren. Das Hauptinteresse des eher naiven und schwerfällig denkenden Jungen gilt Computerspielen, aber auch Kelly, in die er verliebt ist.
Die sich isolierende und eher rebellische Waise Finn wiederum hätte Interesse an Steff. Sie verbindet eine Art Freundschaft mit dem Bewohner eines Seniorenheims, Morgan.
Kelly und Charlie waren ein Paar, das sich wegen zu großer gegensätzlicher Lebenseinstellungen getrennt hat. Kelly, die die Beziehung gerne wieder aufleben lassen würde, zieht es aus dem kleinen Ort in die weite Welt. Erschwert wird ihr Traum vom Leben außerhalb von Dambury durch die ständigen finanziellen Sorgen ihrer Familie. Charlie und seine kleinere Schwester leben bei ihrer Mutter und deren neuen, tyrannischen und arbeitsscheuen Mann, dem sie sich nahezu willenlos unterordnet. Charlies ältere Schwester Billy arbeitet beim Militär.

## Episodenliste
Die Erstausstrahlung erfolgte am 13. Oktober 2024 auf dem britischen Fernsehsender Channel 4. Die deutschsprachige Erstausstrahlung erfolgte am 18. und 19. Februar 2025 auf ZDFneo. In der ZDF-Mediathek war die Serie ab dem 15. Februar 2025 abrufbar.
| Nr. | Deutscher Titel       | Originaltitel | Erstausstrahlung UK | Deutschsprachige Erstveröffentlichung (D) | Drehbuch     |
| --- | --------------------- | ------------- | ------------------- | ----------------------------------------- | ------------ |
| 1 | Ausbruch              | Episode 1     | 13. Okt. 2024       | 18. Feb. 2025                             | Ben Wheatley |
| Durch den Schuss auf einen Reifen verunglückt ein Militärtransporter in der Nähe des Örtchens Dambury und setzt einen Kampfstoff frei. Die nicht weit vom Unglücksort entfernt wohnenden Senioren Frank und Cecily atmen die Chemikalie ein und mutieren zu Zombies. In der Nacht töten sie das Personal des Seniorenheims und ziehen sich mit den anderen infizierten Bewohnern in die umliegenden Wälder zurück. Auf der Suche nach Fleisch töten sie andere Menschen. Manche überleben den Angriff, wie die lebenslustige Großmutter von Kelly. Als sie von ihrer Enkelin besucht wird, greift Janine diese an und versucht sie zu fressen. Der im richtigen Moment auftauchende Steff stoppt die alte Frau mit dem Pfeil einer Armbrust. |                       |               |                     |                                           |              |
| 2 | Monsterparty          | Episode 2     | 13. Okt. 2024       | 18. Feb. 2025                             | Ben Wheatley |
| Die Jugendlichen verstecken den Leichnam von Janine im Wald. Als sie später zurückkehren, ist die vermeintlich Tote verschwunden. Als Zombie kehrt Janine in das Haus ihres Sohnes zurück und beißt ihn. Charlies Vater lässt sich auf einen Drogenhändler ein. Als ihm die Ware abhandenkommt, wird ihm eine letzte Chance eingeräumt, das Geld zu beschaffen. Dambury wird vom Militär abgeriegelt. Als der Kamerad der Soldatin Billy zum Zombie mutiert, desertiert sie. Steff und Finn beobachten, wie eine infizierte Frau ihre Mutter verspeist, kurz darauf jedoch wegen ihres jungen Alters und damit schnelleren Stoffwechsels an der Chemikalie stirbt. Nur alte Menschen können die Verwandlung länger überleben. |                       |               |                     |                                           |              |
| 3 | Fleisch               | Episode 3     | 13. Okt. 2024       | 18. Feb. 2025                             | Ben Wheatley |
| Die zu Zombies mutierten Senioren suchen ein anderes Seniorenheim auf und machen den Bewohnern das Angebot, sie ebenfalls in Zombies zu verwandeln. Als Grund zeigen sie, wie kräftig, beweglich und fit sie durch ihre Verwandlung geworden sind. Nur Morgan, der mit Finn befreundet ist, verweigert dieses Angebot. Er flieht in sein Kellerlabor, wo er von Finn aufgesucht wird. Er erzählt ihr, dass sich die Chemikalie Salepuerian nennt und als Waffe entwickelt wurde, damit die angegriffene „Gesellschaft ihren Zusammenhalt verliert“. Billy möchte mit ihrer Familie aus der Stadt fliehen, allerdings ohne ihren Stiefvater. Ihr Bruder Charlie bringt seine Freunde mit zum Treffpunkt im Wald. Als Kelly vergeblich versucht, Charlie zurückzugewinnen, zieht sie sich mit Steff in den Wald zurück und hat Sex mit ihm. Es entsteht der Plan, mit den Bewohnern von Dambury die Quarantänezone zu verlassen. Doch zurück im Ort muss Kelly feststellen, dass ihr Vater infiziert ist und ihre Mutter aufgefressen hat. |                       |               |                     |                                           |              |
| 4 | Familienessen         | Episode 4     | 13. Okt. 2024       | 19. Feb. 2025                             | Ben Wheatley |
| Bei den Zombie-Senioren kommt es zu einem richtungsweisenden Streit. Cecily hat Gewissensbisse, andere Menschen und insbesondere eigene Familienmitglieder zu fressen, während Frank und Janine das Töten als neue Freiheit feiern und als ihr Recht ansehen. Cecily verliert diese Auseinandersetzung. Als Billy Zuhause eintrifft, wird ihre Familie von den Drogenhändlern bedroht. Sie kann ihren Eltern und Geschwistern zur Flucht verhelfen. Finn wurde gebissen. Morgan kann die Mutation bremsen, unter anderem, indem er ihr seine Milz zum Essen gibt. Cecily taucht bei Morgan und bittet ihn um Hilfe. Währenddessen plant das Militär die Zerstörung von Dambury. |                       |               |                     |                                           |              |
| 5 | Eingeschlossen        | Episode 5     | 13. Okt. 2024       | 19. Feb. 2025                             | Ben Wheatley |
| Die Bewohner von Dambury bewaffnen sich und planen, die Blockade der Stadt zu durchbrechen. Morgan kann mit Hilfe von Cecily ein Gegenmittel entwickeln. Allerdings findet Kelly heraus, dass Morgan die Chemikalie auch entwickelt hat. Das Militär versucht den Ausnahmezustand zu nutzen, um die Macht im Land an sich zu reißen. |                       |               |                     |                                           |              |
| 6 | Zur Hölle mit Dambury | Episode 6     | 13. Okt. 2024       | 19. Feb. 2025                             | Ben Wheatley |
| Billy, die eine kleine Miliz gegründet hat, möchte in einem Akt von Selbstjustiz alle Straftäter des Ortes töten. Auch ihr Stiefvater soll eines der Opfer werden. Kelly verhindert das. Die Zombie-Senioren beginnen den Ort anzugreifen, und es kommt zur Auseinandersetzung mit der Miliz. Das Militär lässt die Bombe über dem Ort explodieren und tötet mehrere hundert Menschen. Die vier Jugendlichen und Morgan können mit dem Gegenmittel fliehen. Ein unbekannter Mann, der den Putsch des Militärs verhindert hat, empfängt sie. Die Jugendlichen dürfen Wünsche zu ihrem weiteren Leben äußern, die ihnen erfüllt werden. Morgan arbeitet wieder in einem Labor, um die verbliebenen, sich verpuppenden Zombies zu untersuchen. Im Wald um Dambury schlüpft eine junge Frau aus einer solchen Verpuppung. Es handelt sich um Cecily. |                       |               |                     |                                           |              |

## Produktion
Im August 2019 gab Channel 4 die sechsteilige Zombie-Serie in Auftrag. 2023 wurden die beteiligten Schauspieler genannt. Gedreht wurde im walisischen Verwaltungsbezirk Torfaen in den Orten Llanyravon, Fairwater, Coed Eva, Ponthir and Pontypoo.

## Besetzung und Synchronisation
Die deutsche  Synchronisation erfolgte durch die Synchronfirma Iyuno Germany unter der Dialogregie von Werner Böhnke.
| Rollenname    | Schauspieler            | Folgen   | Rolle                               | Synchronsprecher       |
| ------------- | ----------------------- | -------- | ----------------------------------- | ---------------------- |
| Charlie       | Jay Lycurgo             | 1–6      | Jugendlicher                        | Paul-Lino Krenz        |
| Finn          | Viola Prettejohn        | 1–6      | Jugendliche                         | Laura Oettel           |
| Kelly         | Buket Kömür             | 1–6      | Jugendliche                         | Jana Dunja Gries       |
| Steff         | Lewis Gribben           | 1–6      | Jugendlicher                        | Nando Schmitz          |
| Morgan        | Robert Lindsay          | 1–6      | Bekannter von Finn aus Seniorenheim | Till Hagen             |
| Cecily        | Sue Johnston            | 1–6      | Seniorin                            | Nina Herting           |
| Frank         | Paul Bentall            | 1–6      | Senior                              | Lutz Mackensy          |
| Janine        | Anita Dobson            | 1–6      | Großmutter von Kelly                | Philine Peters-Arnolds |
| Lorraine      | Suzanne Ahmet           | 1–3      | Mutter von Kelly                    | Carmen Katt            |
| Jason         | Johnny Vegas            | 1–3      | Vater von Kelly                     | Werner Böhnke          |
| Karen         | T’Nia Miller            | 1–6      | Mutter von Charlie                  | Katrin Zimmermann      |
| Michael       | Robert James-Collier    | 1–6      | Stiefvater von Charlie              | Jan Sebastian Makino   |
| Billy         | Ava Hinds-Jones         | 1–6      | Ältere Schwester von Charlie        | Peggy-Sue Emmler       |
| Maisy         | Ellie-Mae Siame         | 1, 3–6   | Jüngere Schwester von Charlie       | Alma van Cauwelaert    |
| Kofi          | D'Angelou Osei Kissiedu | 2–6      | Drogen schmuggelndes Kind           | Jasper Holdt           |
| Wendy         | Sophie Stone            | 1–3, 5–6 | Mutter von Steff                    | Sabine Falkenberg      |
| Terry         | Chris Reilly            | 1–6      | Vater von Steff                     | Tobias Nath            |
| Gil           | Ellora Torchia          | 1–5      | Krisenmanagerin der Regierung       | Nadine Heidenreich     |
| Wrollen       | Michael Smiley          | 1–6      | Colonel beim Militär                | Axel Malzacher         |
| Mann im Anzug | Struan Rodger           | 6        | Mysteriöser Strippenzieher          | Rainer Doering         |
| Jane          | Rebecca Humphries       | 1–2      | Frau mit Hund                       | Diana Ebert            |

## Rezensionen
Wie Paula Lochte vom BR schreibt, thematisiert die Gesellschaftssatire Generation Z einen sehr blutigen Generationenkampf zwischen der Nachkriegsgeneration, den Babyboomern, den Millennials und der Generation Z. Sie sei eine „Mischung aus B-Movie, Shaun of the Dead und Generationen-Bullshit-Bingo“. Lochte betont, dass der Generationenunterschied in der Realität nicht so groß sei, wie er allgemein und hier im Film dargestellt wird. Besonders in den letzten Folgen würden Wendungen in der Geschichte und „unterschwellige Botschaften“ sehr stark zunehmen. Ein auf einer dpa-Meldung basierenden Artikel auf digitalfernsehen.de hebt den gesellschaftskritischen Aspekt der „brutalen, fesselnden und emotionalen“ Serie hervor. Die anders als üblich nicht nur ihrem Trieb nachgehenden Zombies können durch ihr Verhalten zum Nachdenken anregen.
Andrea Diener von der FAZ fehlt ein klares Profil der Serie. Sie zersplittere zu sehr in unterschiedliche Erzählebenen, die in der vorliegenden Weise kein Ganzes ergeben. Das Hauptaugenmerk liege zu sehr auf der Enkelgeneration. Der Serie fehle das „Grundverständnis für satirische Erzählmuster und deren filmische Umsetzung“. Matthias Deuring von prisma sieht die Serie ebenfalls zu sehr überfrachtet und daran scheiternd. Er merkt an, dass durch die Synchronisation nichts vom "britischen Charme und Humor übrig bleibt". Auch für den für die Welt schreibenden Elmar Krekelers ist das Fazit zur Serie negativ. Hätte sich Wheatley auf den eigentlichen Generationenkonflikt beschränkt, hätte die Serie funktionieren  können. Doch der Autor und Regisseur hatte aus der einfachen Geschichte ein komplexes Konstrukt gestalten wollen, was ihm nicht gelungen sei.
Die deutschsprachigen Kritiken ähneln damit den mehrere Monate vorher veröffentlichten englischsprachigen Besprechungen. Lucy Mangan stört sich in ihrem Artikel in The Guardian an der Vielzahl an Nebengeschichten, die insbesondere die mittleren Folgen der Serie zerfaserten und zu ablenkenden Ungereimtheiten führten. Insgesamt solle man der Serie jedoch wohlwollend begegnen. Sie hebt die Anspielungen auf den Brexit und Covid hervor. Ed Power von The Irish Times sieht das Verhalten der Zombie-Senioren als Allegorie auf den Brexit, der in erster Linie durch die älteren Wähler zustande kam. Die schauspielerische Leistung der älteren Charaktere schätzt er höher ein als die eher überzeichnete Darstellung der Jugendlichen. Auch er findet, dass Wheatley zu viele Themen in der Miniserie unterbringen wollte.